# 10e régiment de tirailleurs sénégalais
Pour les articles homonymes, voir 10e régiment.
Le 10e régiment de tirailleurs sénégalais (10e RTS) est un régiment des troupes coloniales françaises.
Créé en 1919, il opère pendant l'entre-deux-guerres en Rhénanie occupée, au Levant français, en Tunisie et au Maroc. Dissous fin 1940, il est recréé de 1943 à 1946 en Algérie.

## Création et différentes dénominations
- 1919: création du 10e régiment de tirailleurs sénégalais à partir des:
  - 53e bataillon de tirailleurs sénégalais
  - 61e bataillon de tirailleurs sénégalais
  - 64e bataillon de tirailleurs sénégalais
- 1923: renommé  10e régiment de tirailleurs coloniaux
- 1926: redevient 10e régiment de tirailleurs sénégalais
- 1940 : dissolution, devient le 43e régiment d'infanterie coloniale
- 1943 : recréé par changement d’appellation du 17e régiment de tirailleurs sénégalais
- 1946: dissolution

## Chefs de corps
- 1919: Lieutenant-colonel Eugène Mativat
- 1930-1931 : colonel Louis Mury

## Historique des garnisons, combats et batailles du10eRTS

### Entre-deux-guerres
Le régiment est formé à Fréjus le 1er mars 1919 à partir des 53e, 61e et 64e bataillons de tirailleurs sénégalais, qui deviennent les 1er, 2e et 3e bataillons du régiment.
À partir du 3 mai, le régiment prend garnison à Mayence, dans le cadre de l'occupation de la Rhénanie après la Première Guerre mondiale menée par l'armée française du Rhin. En juin 1920, il part pour le Levant français, où il combat la révolte alaouite lancée en 1919 par Saleh al-Ali et dans la guerre franco-syrienne.
Le 15 avril 1922, il part pour la Tunisie, et s'installe à La Goulette, Tunis et Bizerte. Du 1er mai 1923 au 22 février 1926, le 10e RTS porte le nom de 10e régiment de tirailleurs coloniaux.
En avril 1925, le 1er bataillon du 10e RTC part pour Fez, où il participe aux opérations de la guerre du Rif pendant deux mois. Il subit de lourdes pertes pendant la bataille de l'Ouergha.

### Seconde Guerre mondiale
En 1939, le régiment est toujours à  La Goulette, Tunis et Bizerte et fait partie de la division de Sousse, qui devient à la mobilisation la 88e division d'infanterie d'Afrique. Le 1er décembre 1940, il est dissous et forme le 43e régiment d'infanterie coloniale.
Il est recréé au Maroc le 16 mai 1943 par renommage du 17e régiment de tirailleurs sénégalais,. Il rejoint en août 1943 Alger où il sert de régiment de souveraineté,.

### De 1945 à nos jours
Il participe à la répression de Sétif, Guelma et Kherrata. Il est finalement dissous le 30 avril 1946 et ses hommes rejoignent le 15e RTS.

## Traditions

### Drapeau du régiment
Il porte, cousues en lettres d'or dans ses plis, les inscriptions suivantes :
- La Somme 1916
- L'Aisne 1918
- La Marne 1918
- Levant 1920-1921

Les inscriptions La Somme 1916, L'Aisne 1918 et La Marne 1918 correspondent aux combats des 53e, 61e et 64e BTS.

### Décorations
Le régiment conserve la fourragère aux couleurs de la croix de guerre 1914-1918 qu'ont reçue pendant la Première Guerre mondiale les 53e, 61e et 64e BTS.

### Insigne
L'insigne est réalisé en 1939 et fabriqué par Drago.
Ancre chargée d’une carte de France et d'un paysage africain, ainsi que d’un bateau fendant des flots bleus, avec une croix de Lorraine en chef. Il porte la devise Impavidum ferient bella, « impassible il combat », devise inspirée d'un vers d'Horace,.

## Personnalité ayant servi au régiment
- Pierre Blanchet (1907-1944), résistant français, Compagnon de la Libération, y a effectué son service militaire.
- Joseph Domenget (1908-1944), militaire français, Compagnon de la Libération.